# Центральный банк Республики Армения
Центра́льный банк Респу́блики Арме́ния (ЦБА, ЦБ РА) (арм. Հայաստանի Հանրապետության Կենտրոնական Բանկ) — центральный банк Армении, юридическое лицо, наделённое государственными функциями, орган банковского регулирования и банковского надзора, единственным учредителем которого является Республика Армения.
Основной задачей Центрального банка является обеспечение стабильности цен в стране. Его задачами являются обеспечение необходимых условий для стабильности, ликвидности, платежеспособности и нормального функционирования банковской системы Республики Армения и создание и развитие эффективной платёжно-расчётной системы. При исполнении своих полномочий Центральный банк независим от исполнительной власти.
Председатель Центрального банка является высшим должностным лицом Центрального банка. Он назначается Национальным собранием по предложению Президента Республики Армения сроком на шесть лет. Заместители Председателя Центрального банка назначаются Президентом Республики Армения — сроком на шесть лет, члены совета Центрального банка — сроком на пять лет.
Председатель Центрального банка Армении с 13 июня 2020 — Мартын Галстян.
Заместители Председателя Центрального банка — Армен Нурбекян, Оганнес Хачатрян.
Члены Совета Центрального банка — Асмик Каграманян, Давид Нагапетян, Артак Манукян, Левон Саакян, Нарек Казарян.
Центральный банк действует в соответствии с Конституцией и законами Республики Армения.
В соответствии с законом Законом «О Центральном банке Республики Армения», Центральный банк в целях реализации своих задач:
- выпускает валюту Республики Армения, организует и регулирует денежное обращение;
- осуществляет банковское обслуживание Правительства;
- является финансовым агентом и консультантом Правительства;
- лицензирует банки, в предусмотренных законом случаях — и других лиц, регулирует и контролирует их деятельность;
- в качестве кредитора последней инстанции предоставляет банкам кредиты;
- регулирует и контролирует деятельность денежно-кредитной системы;
- владеет, использует и распоряжается международными резервами Республики Армения.

Центральный банк Армении является учредителем национальной платёжной системы расчётов по пластиковым картам «Армениан Кард».